# Avery Dulles

Avery Robert Dulles, född 24 augusti 1918 i Auburn i New York i USA, död 12 december 2008 i Bronx i New York, var en amerikansk kardinal inom Romersk-katolska kyrkan. Han var son till John Foster Dulles, USA:s utrikesminister från 1953 till 1959.

## Biografi
Dulles växte upp i en presbyteriansk familj, men konverterade till Romersk-katolska kyrkan 1940. Under andra världskriget tjänade han i USA:s flotta och blev 1945 tilldelad Croix de Guerre för sina insatser som förbindelselänk mellan USA:s och Frankrikes flottor. Han inträdde 1946 i jesuitorden och prästvigdes tio år senare, 1956, av kardinal Francis Spellman. Efter fördjupade studier i Rom avlade han 1960 doktorsexamen i teologi vid Gregoriana.
Påve Johannes Paulus II utsåg den 21 februari 2001 Avery Dulles till kardinaldiakon med Santissimi Nomi di Gesù e Maria in Via Lata som titelkyrka. Dulles fick dispens från kravet att en kardinal skall vara biskopsvigd.